# Мідзогуті Кендзі
Ке́ндзі Мідзогу́ті (яп. 溝口 健二, Mizoguchi Kenji); 16 травня 1898, Токіо, Японія — 24 серпня 1954, Кіото, Японія) — японський кінорежисер, який нарівні з Ясудзіро Одзу і Акірою Куросавою визнаний видатним майстром японського кінематографа. Для його режисерської манери характерна техніка «плану-епізоду» («одна сцена — один план»), яка має на увазі відмову від монтажу на користь складних пересувань камери всередині кадру (план «емакімоно» за назвою довгого мальовничого сувою, розгорнутого по горизонталі).

## Біографія
Кендзі Мідзогуті народився в токійському районі Хонго в сім'ї покрівельника. Сім'я мала середній достаток, поки батько не спробував зайнятися продажем плащів для солдатів під час Російсько-японської війни. Війна закінчилася занадто швидко, щоб інвестиції окупилися; родина опинилася в гнітючому становищі та переселилася в Асакусу, недалеко від театру й району борделів. Старшу сестру Сусомо (Судзу) довелося віддати в чужу сім'ю; через деякий час названі батьки продали її в гейші. Ця подія глибоко вплинула на світогляд Мідзогуті, зумовивши головну тему його творчості — «нещастя жінок у світі чоловіків», у тому числі їхнє животіння в будинках розпусти. Він усе життя різко протистояв батькові, який жорстоко поводився з матір'ю і сестрою.
Мідзогуті залишив школу в 13 років, щоб працювати й вивчати графіку в інституті Аохасі. Першою його роботою був дизайн реклами в Кобе. У 1915 році померла його мати, і старша сестра, залишивши батьківський дім, відвезла двох молодших братів до Токіо. У 1920 році Мідзогуті увійшов до світу кіноіндустрії як актор. Через три роки він став повноправним режисером на студії «Nikkatsu», поставивши свій перший фільм «Воскресіння кохання» під час страйку робітників.

## Кар'єра
Ранні роботи Кендзі Мідзогуті створені під сильним впливом німецького експресіонізму, середи них екранізації творів Юджина О'Нілла і Льва Толстого. Мідзогуті працював швидко, іноді знімаючи фільм за декілька тижнів. У 1920-1930-х роках він зняв більше за півсотню фільмів, більшість з яких нині вважаються втраченими.
Після Великого кантоського землетрусу Кендзі Мідзогуті переїхав у Кіото, де була розташована студія «Nikkatsu», і працював там, поки скандал не змусив його тимчасово відійти від справ: Юріко Ітідзе, жінка за викликом, з якою у нього були стосунки, напала на нього й порізала бритвою спину.
На фільмах першої половини 1930-х років позначилася схильність Мідзогуті до соціалізму. Сам режисер в останні роки життя говорив, що по-справжньому його кар'єра почалася фільмами «Осакська елегія» і «Гіонські сестри», обидва 1936 року. Поступово Мідзогуті завойовує репутацію режисера «нового реалізму». Однією з основних тем його фільмів стає безправна роль жінки в японському суспільстві.
Кендзі Мідзогуті, під враженням від долі сестри, зняв декілька фільмів про світ гейш і повій: «Гейша», «Район червоних ліхтарів» та ін.; героїні його фільмів беззахисні перед жорстокістю меркантильного світу.
В роки Другої світової війни Мідзогуті був вимушений іти на поступки військовому уряду. Найвідоміша стрічка цього періоду — епічний твір «Відданість в епоху Генроку» (1941), в основу якого лягла знаменита легенда про 47 ронінів.
На початку 1950-х Кендзі Мідзогуті спільно зі своїм постійним сценаристом Йосіката Єдою цілком перемикнувся на дзідайґекі, запозичуючи сюжети з історії та фольклору. У цей період з'явилися його найвідоміші роботи: «Життя Охару, куртизанки» (1952), фільм, який сам режисер вважав найкращою своєю роботою; «Казки туманного місяця після дощу» (1953), відзначені «Срібним левом» на Венеційському кінофестивалі та «Управитель Сансьо» (1954), один з улюблених фільмів критиків французької нової хвилі.
Ці роботи принесли режисерові, який у себе на батьківщині вважався старомодним, світове визнання. Справа доходила до того, що в Європі його «порівнювали з Шекспіром і Бетховеном за похмуру мелодію невідворотного року; з Рембрандтом, Тіціаном і навіть Пікассо за витончену мальовничість чорно-білого зображення».
Кендзі Мідзогуті помер у розквіті творчих сил від лейкемії 24 серпня 1954 в Кіото. У 1975 році Кането Сіндо зняв повнометражний документальний фільм «Кендзі Мідзогуті — життя кінорежисера».

## Фільмографія (вибіркова)
- 1929 : Уранішнє сонце сяє / 朝日は輝く
- 1929 : Токійський марш / 東京行進曲
- 1930 : Коханка іноземця / 唐人お吉
- 1933 : Білі нитки водоспаду / 滝の白糸
- 1934 : Перевал любові та ненависті / 愛憎峠
- 1935 : Падіння Осен / 折鶴お千
- 1936 : Осакська елегія / 浪華悲歌
- 1936 : Гіонські сестри / 祇園の姉妹 (Gion no shimai)
- 1937 : Протоки любові та ненависті / 愛怨峡
- 1939 : Повість про пізню хризантему / 残菊物語
- 1941 : Вірність в епоху Генроку (47 ронінів) / 元禄忠臣蔵
- 1944 : Міямото Мусасі / 宮本 武蔵
- 1945 : Знаменитий меч Бідземару / 名刀美女丸
- 1946 : П'ять жінок Утамаро / 歌麿をめぐる五人の女
- 1947 : Кохання акторки Сумако / 女優須磨子の恋 (Joyú Sumako no koi)
- 1948 : Жінки ночі / 夜の女たち
- 1949 : Полум'я мого кохання / わが恋は燃えぬ
- 1950 : Портрет пані Юкі / 雪夫人絵図
- 1951 : Пані Ою / お遊さま
- 1951 : Пані з Мусасіно / 武蔵野夫人
- 1952 : Сайкаку: життя жінки / 西鶴一代女 (Saikaku ichidai onna)
- 1953 : Казки туманного місяця після дощу / 雨月物語 (Ugetsu monogatari)
- 1953 : Гейша / 祇園囃子 (Gion bayashi)
- 1954 : Управитель Сансьо / 山椒大夫 (Sanshô dayû)
- 1954 : Жінка і чутка / 噂の女
- 1954 : Повість Тікамацу / 近松物語 (Chikamatsu monogatari)
- 1955 : Йокіхі / 楊貴妃 (Yōkihi)
- 1955 : Нова повість про рід Тайра / 新平家物語
- 1956 : Район червоних ліхтарів / 赤線地帯 (Akasen chitai)

### Визнання
| Рік                                    | Категорія             | Фільм                             | Результат |
| -------------------------------------- | --------------------- | --------------------------------- | --------- |
| Премія Kinema Junpo                    |                       |                                   |           |
| 1937                                   | Найкращий фільм       | Гіонські сестри                   | Перемога  |
| Венеційський міжнародний кінофестиваль |                       |                                   |           |
| 1952                                   | Золотий лев           | Сайкаку: життя жінки              | Номінація |
| 1952                                   | Міжнародний приз      | Сайкаку: життя жінки              | Перемога  |
| 1953                                   | Золотий лев           | Казки туманного місяця після дощу | Номінація |
| 1953                                   | Срібний лев           | Казки туманного місяця після дощу | Перемога  |
| 1953                                   | Премія Пазінетті      | Казки туманного місяця після дощу | Перемога  |
| 1954                                   | Золотий лев           | Управитель Сансьо                 | Номінація |
| 1954                                   | Срібний лев           | Управитель Сансьо                 | Перемога  |
| 1955                                   | Золотий лев           | Йокіхі                            | Номінація |
| 1956                                   | Золотий лев           | Район червоних ліхтарів           | Номінація |
| 1956                                   | Спеціальна згадка     | Район червоних ліхтарів           | Перемога  |
| Премія «Блакитна стрічка»              |                       |                                   |           |
| 1955                                   | Найкращий режисер     | Повість Тікамацу                  | Перемога  |
| Каннський міжнародний кінофестиваль    |                       |                                   |           |
| 1955                                   | Золота пальмова гілка | Повість Тікамацу                  | Номінація |
| Премія «Майніті»                       |                       |                                   |           |
| 1957                                   | Спеціальна нагорода   | Спеціальна нагорода               | Перемога  |